# Port de Mykolaïv
Le port de Mykolaïv est un port d'Ukraine sur le Boug méridional et est relié à la mer par le canal Boug-Dniepr-estuaire.

## Histoire
Le port était, en 1789, sur l'Inhul dans l'estuaire du Dniepr proche de l'Amirauté. En 1821 il fut déplacé pour des raisons de navigabilité. Il continue régulièrement à se développer, exporte beaucoup de céréales et autres produits agricoles, mais aussi du fer ou du manganèse. Lors de la première guerre mondiale il était le troisième port en importance pour la Russie. En 1930 est inauguré un ascenseur qui était alors le plus important d'Europe.

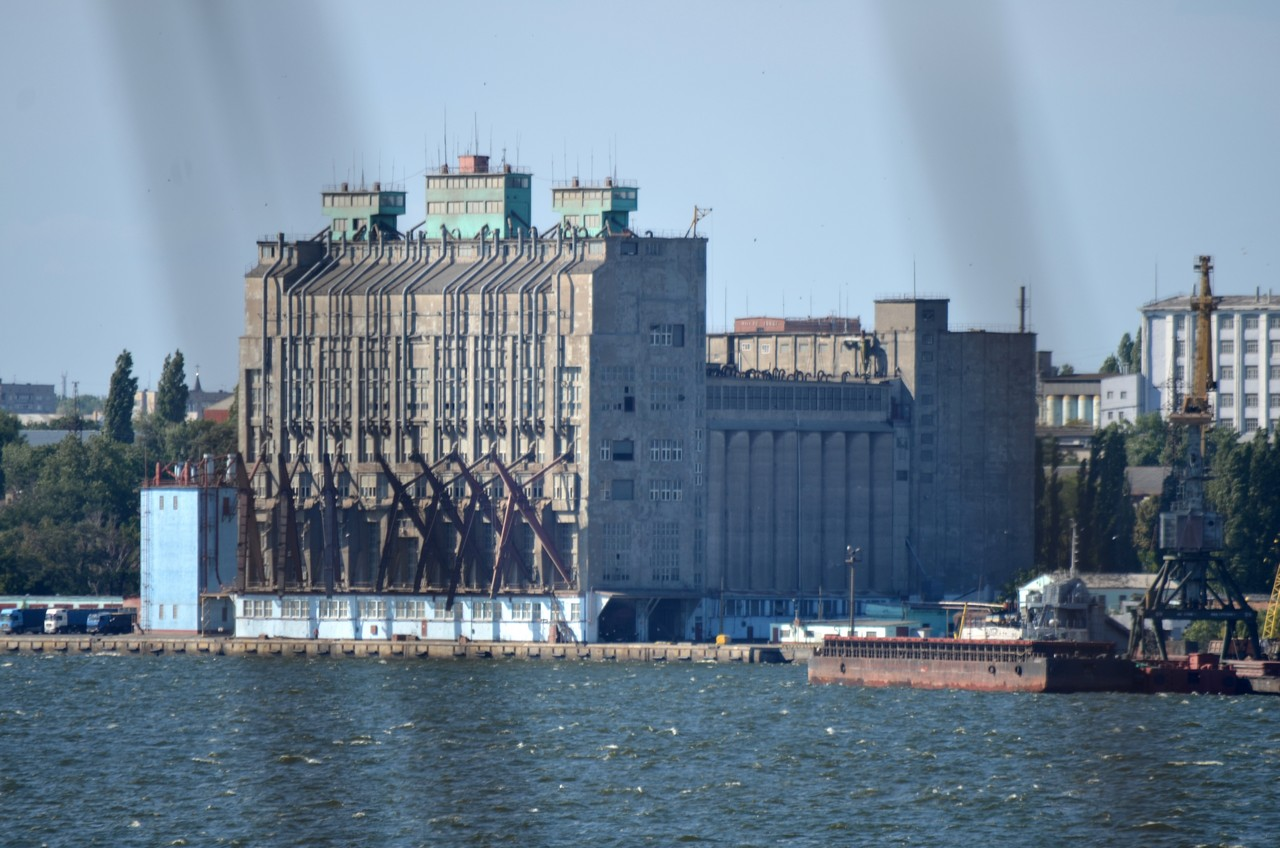
L'ascenseur,
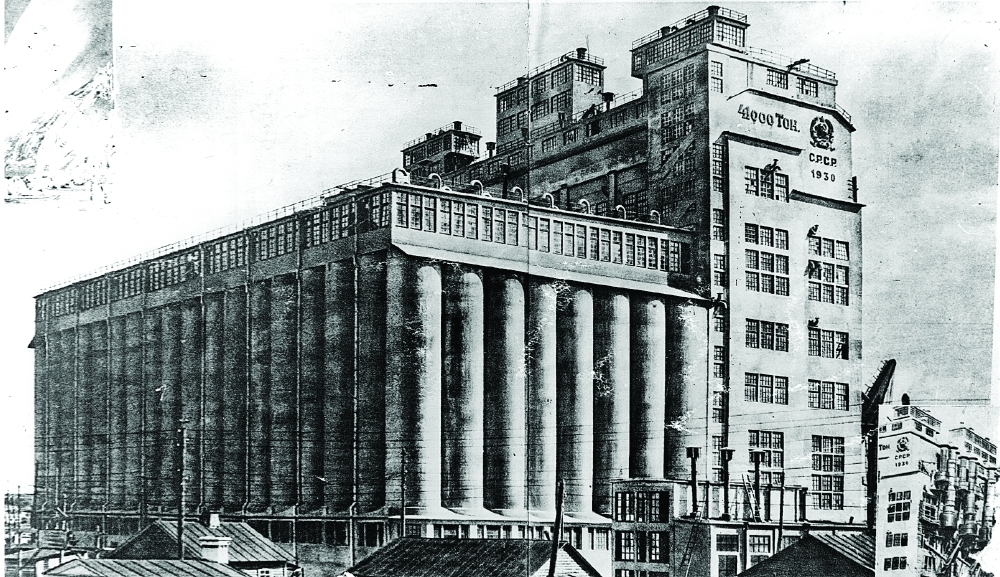
à l'ère soviétique.
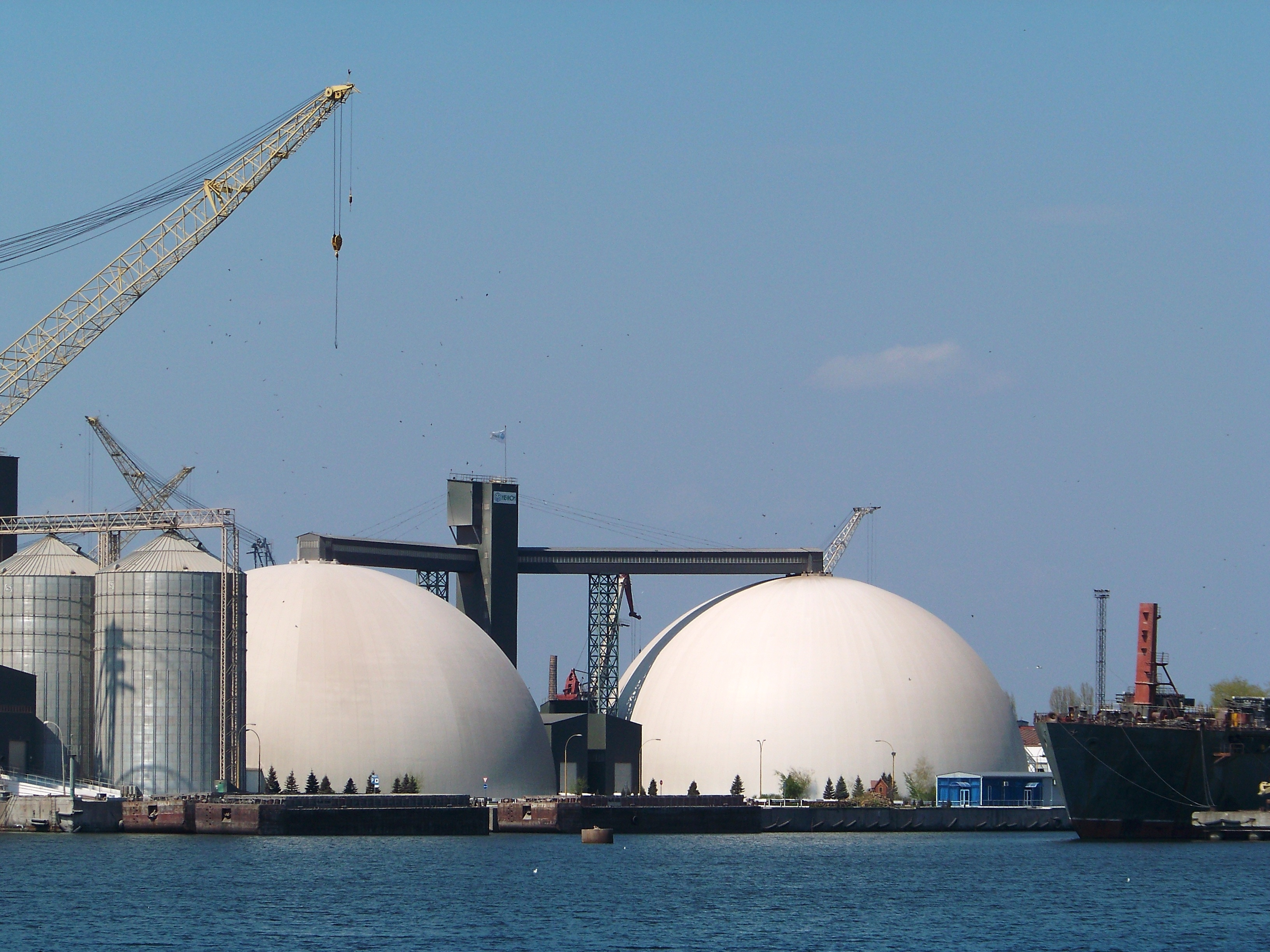
En 2010.

## Infrastructures et installations
Il est exploité par l'Autorité portuaire d'Ukraine qui est sous l'autorité du Ministère de l'Infrastructure (Ukraine).

## Caractéristiques
Il accueille des navires de 10,3 mètres de tirant d'eau, jusqu'à 215 mètres de longueur. Des navires ayant 13,2 de tirant d'eau peuvent être traités par une grue flottante.

## Intermodalité
Il est connecté à une ligne de chemin de fer.